# Woodruff Leeming
Woodruff Leeming, AIA (14. července 1870 Quincy, Illinois – 20. listopadu 1919 v New Canaan, Connecticut) byl americký architekt, který působil v oblasti New Yorku.

## Životopis
Narodil se 14. července 1870 v Quincy ve státě Illinois, nejprve se vzdělával na Adelphi College a později na Massachusettském technologickém institutu. Mezi jeho rané zkušenosti patřila práce na plánech katedrály (Cathedral of Saint John the Divine) v New Yorku (pravděpodobně u firmy Heins & LaFarge), poté studoval v Paříži. Po návratu do Ameriky si otevřel vlastní kancelář. Sloužil v první světové válce, do které vstoupil jako major a později vstoupil do armádního záložního sboru v hodnosti podplukovníka.
6. listopadu 1899 se oženil s Esther Howardovou a měli čtyři děti.
Žil v New Canaan v Connecticutu, kde zemřel 20. listopadu 1919.